# هنگ سنگ بانک

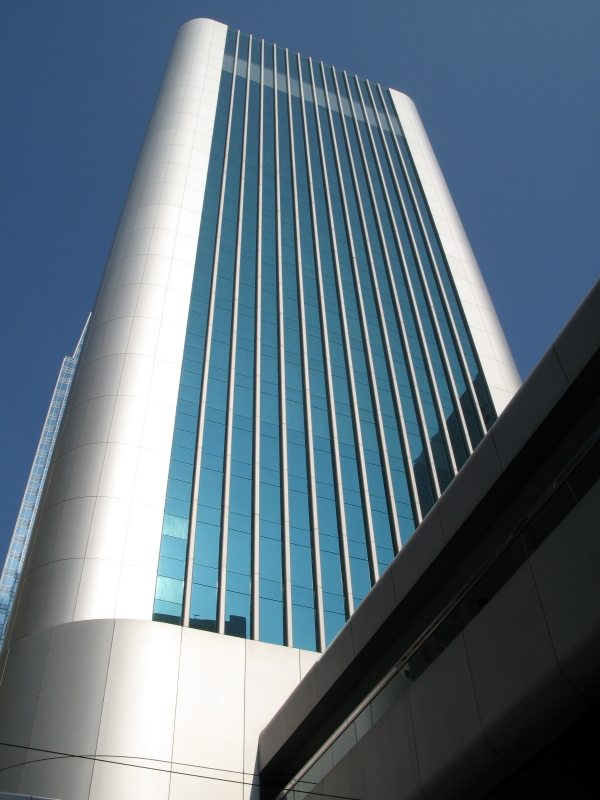
شعبه مرکزی هنگ سنگ بانک در هنگ کنگ

هنگ سنگ بانک (به انگلیسی: Hang Seng Bank) شرکت خدمات مالی و بانکداری هنگ کنگی است، که دومین بانک بزرگ هنگ کنگ بر پایه ارزش بازار سرمایه محسوب می‌شود.
بانک هنگ سنگ در سال ۱۹۳۳ تأسیس شد و امروزه بخش عمده فعالیت‌های آن در زمینه ارائه خدمات بانکداری شرکتی، بانکداری خرد، بانکداری اختصاصی و مدیریت سرمایه‌گذاری متمرکز می‌باشد. شعبه اصلی این بانک در بخش مرکزی هنگ کنگ قرار دارد. بانک اچ‌اس‌بی‌سی با در اختیار داشتن ۶۲٪ از سهام بانک هنگ سنگ، مالک اکثریت سهام آن می‌باشد و بخشی از سهام این بانک نیز در بازار بورس هنگ کنگ معامله می‌شود.